# Kokot (województwo świętokrzyskie)
Kokot – wieś w Polsce położona w województwie świętokrzyskim, w powiecie pińczowskim, w gminie Kije.
| SIMC    | Nazwa     | Rodzaj    |
| ------- | --------- | --------- |
| 0242832 | Podborcze | część wsi |

W latach 1975–1998 miejscowość administracyjnie należała do województwa kieleckiego.